# مالوري بيو
مالوري بيو (بالإنجليزية: Mallory Pugh) هي لاعبة كرة قدم أمريكية تلعب في مركز الجناح الأيسر لنادي واشنطن سبيرت، كما تلعب أيضاً ضمن منتخب الولايات المتحدة للسيدات.
مثلت بيو منتخب السيدات في دورتين لكأس العالم تحت 20 وكانت أصغر لاعبة في قائمة المنتخب الأمريكي سنة 2014 في كندا. كان أول ظهور لمالوري في المنتخب الأول في مباراة ودية يوم 23 يناير سنة 2016 ضد جمهورية إيرلندا.

## النشأة
ولدت مالوري في هضبة رانش، كولورادو. أمها كارن بيو كانت عداءة مسافات طويلة ووالدها كان متسابق ولاعب كرة قدم. ترعرعت مالّوري مع أختها الكبرى بريانا، واعتبرتها نموذجًا احتذت به، واستشهدت بها كسبب دخولها في مجال كرة القدم.
التحقت بيو بمدرسة ماونتن فيستا الثانوية في هايلاندز رانش من عام 2012 إلى عام 2016. في مواسمها الثلاثة مع الفريق، سجلت بيو 47 وصنعت 23 هدفاً. عينت في سنتها الأولى في فريق النجوم لولاية كولاردو بعد أن قادت فريقها إلى لقب الولاية. تم تسميتها أفضل لاعبة في ثانوية ماونتن فيستا وفي فريق السنة لعام 2013. خلال عامها الدراسي الثاني، وعلى الرغم من غيابها عن أكثر من نصف المباريات في المدرسة الثانوية بسبب التزامات مع المنتخب الوطني، فقد ساعدت الفريق في الوصول إلى الدور نصف النهائي في بطولة الولاية.

## المشوار مع النادي

### البداية
بدأت مالوري بيو لعب كرة القدم في سن الرابعة ثم تبعت خطى أختها وانضمت إلى نادي ريال كولورادو في دوري النخبة الوطني. التحقت في فئة البراعم مع الفريق وتدرّجت في فئاته السنية وصولا إلى تحت 18، خلال العامين الأخيرين مع الفريق، تدربت في كثير من الأحيان مع أكاديمية الفتيان. ساعدت بيو فريقها ريال كولورادو في الفوز بلقب الولاية في عامي 2010 و2011. بالإضافة إلى ذلك، وصلت مع الفريق إلى نهائيات دوري النخبة الوطني في عامي 2013 و2014. فازت مع ريال كولورادو بألقاب الولاية والإقليمية، وفازت بجائزة أفضل لاعبة في البطولة الإقليمية في ذلك العام.
سجلت مالوري 24 وصنعت 12هدفاً في 18 مباراة وساعدت فريقها في الوصول إلى نصف النهائي الولاية في موسم 2014–15. وبالتالي، فازت بجائزة غاتوراد لأفضل لاعبة كرة قدم لعام 2015، كما تواجدت في قائمة ولاية كولورادو لأفضل لاعبات الثانوية لعام 2015. بالإضافة إلى ذلك، تم تعيينها كأفضل لاعبة صاعنة من قبل ناسكا (الرابطة الوطنية لمدربي كرة القدم الأمريكان) لعامي 2014 و2015.

### واشنطن سبيرت
تردد في يناير 2016 أن بيو لن تنضم إلى أي كلية وترغب بالتحول من هاوية إلى محترفة من أجل اللعب في الدوري الوطني للسيدات في صفوف نادي بورتلاند ثورنز. لاحقا، قال والدها أن التقارير كاذبة وأن بيو ستنضم إلى فريق كرة القدم في جامعة كاليفورنيا كما كان مقرراً أصلاً.

## المشوار مع المنتخب

### المنتخب الوطني للناشئات
شاركت بيو عام 2011 في معسكر تحديد هوية المنتخب الوطني الأمريكي للاعبات تحت 14 عامًا من 13 يوليو إلى 7 أغسطس في بورتلاند. استخدم المخيم كمعسكر تقييم من أجل تدريب تحت 14 سنة في سبتمبر. استدعيت بيو إلى معسكر تدريب منتخب الناشئات في ستاب هاب سنتر في كارسون الذي أقيم من 18 إلى 25 سبتمبر. انضمت في 2012 إلى عدة معسكرات للمنتخب تحت سن ال15.